# Maria Felicia de Jésus Sacrement
Pour l’article homonyme, voir Marie Félicité (homonymie).
Maria Felicia Guggiari Echevarría (en religion Maria Felicia de Jésus du Saint-Sacrement OCD), dit "Chiquitunga", née le 12 janvier 1925 à Villarica (Paraguay) et décédée le 28 avril 1959 à Asuncion (Paraguay) est une religieuse carmélite paraguayenne bienheureuse par l'Église catholique.
Très jeune elle s'investit dans l'Action Catholique avant de s'orienter vers la vie consacrée. Le 2 février 1955 elle entre au Carmel d'Asuncion, mais elle contracte la purpura
en janvier 1959 et décède de cette maladie le 28 avril 1959, à 34 ans.
Son procès en béatification est ouvert en 1997, et le pape Benoit XVI déclare la carmélite comme vénérable le 27 mars 2010. Elle est officiellement béatifiée le 23 juin 2018 dans le stade “La Nueva Olla” du club de football Cerro Porteño, à Asuncion. Elle est la première femme bienheureuse du Paraguay.

## Biographie

### Enfance
Maria Felicia Guggiari Echevarría est née le 12 janvier 1925 à  Villarica, elle est la fille de Don Ramon Guggiari et de Doña Maria Arminda Echeverria. Elle est baptisée le 28 février 1928 dans la cathédrale de la ville. Maria Felicia est l'ainée de 7 enfants. Son physique menu la fait appeler affectueusement « Chiquitunga » par son père, ce surnom lui restera toute sa vie. Ses contemporains la décrivent comme une enfant joyeuse, sociable, serviable, modeste et simple.
Le 8 décembre 1937, elle effectue sa première communion. Toute sa vie la jeune femme en gardera le souvenir d'une profonde expérience spirituelle.
En février 1941, elle rencontre le père Julio Cesar Duarte Ortella qui devient son accompagnateur spirituel.
À 16 ans elle entre dans les rangs de l'Action catholique, et en devient un membre très actif. Elle fait la catéchèse aux enfants, mais aussi aux étudiants et aux jeunes travailleurs. En octobre 1942 elle décide de consacrer sa vie plus particulièrement à l'apostolat et prononce un vœu en ce sens, auquel elle ajoute le vœu de virginité.
Elle intervient également dans des missions caritatives auprès des pauvres, des malades, des prisonniers et des personnes âgées. Lorsqu'en 1950 sa famille se déplace dans la capitale, Asuncion, elle part également s'installer dans cette ville pour chercher un travail afin de soutenir sa famille. Elle prend également contact avec l'Action Catholique de la ville, et intègre leurs rangs pour poursuivre son apostolat.

### En recherche spirituelle
Maria Felicia profite d'être dans la capitale pour entrer à l'École Normale (afin de devenir enseignante). Dans l'organisation de l'Action Catholique, elle rencontre Ángel Sauá avec qui une profonde amitié se lie très rapidement. Amitié qui se développe lentement en amour partagé. Cet amour naissant l'amène à s'interroger sur sa vocation : se marier et avoir des enfants ou rester vierge et consacrée à Dieu comme elle en a fait le vœu. Cette question la poursuivra un certain temps, jusqu'à ce que son amoureux opte lui aussi pour entrer dans les ordres.
Le 20 août 1952 elle rencontre par hasard, lors d'une visite à l’hôpital de la ville, mère Teresa Margarita del Sagrado Corazón, la supérieure du couvent de carmélites déchaussées. Par son entremise elle découvre la vie contemplative carmélitaine.
La jeune femme poursuit néanmoins son chemin, tant dans ses études, que dans l'Action Catholique où elle prend progressivement de plus en plus de responsabilités : en mai 1953 elle est nommée déléguée de l'archidiocèse pour l'association.
En janvier 1954, elle effectue les exercices spirituels, cherchant sa voie. Alors que le lien d'amour avec Ángel Sauá aurait dû (logiquement) conduire les amoureux vers le mariage, tous deux décident (d'un commun accord) de se consacrer à l'apostolat. Ángel choisit d'entrer au séminaire pour être prêtre, et Maria Felicia (après une nouvelle retraite en novembre 1954) décide d'entrer au couvent des carmélites,.

### Entrée au Carmel et maladie
Le 2 février 1955 elle entre au Carmel de l'Assomption (Asuncion), dans la branche des Carmes déchaux, et elle fait sa prise d'habit le 14 août 1955 en prenant le nom de Maria Felicia de Jésus du Saint-Sacrement (María Felicia de Jesús Sacramentado en espagnol).
Plus tard, Mère Teresa Margarita dira d'elle : « Un grand esprit de sacrifice, la charité et la générosité, le tout enveloppé dans une grande douceur et une joie communicative, toujours vivante et joueuse ».
Un jour, une religieuse lui déclare : « Nous travaillons vite, parce que le temps c'est de l'argent », et elle de lui répondre délicatement : « Non, ma sœur, le temps n'est pas d'argent : c'est de l'apostolat. ». Le 15 août 1956, Maria Felicia prononce ses vœux religieux temporaires (pour une durée de 3 années).
Sa sœur Mañica contracte une hépatite et décède le 7 janvier 1959. Quelques jours plus tard, Maria Felicia déclare la même maladie et doit être évacuée au sanatorium. Mi-mars, les médecins estiment qu'elle va mieux et qu'elle peut réintégrer son couvent ; ce qu'elle fait au début de la semaine sainte (le 20 mars). Le 28 mars 1959 (le jour du Samedi saint) elle crache du sang pour la première fois. Le dimanche de Pâques et le lundi suivant le phénomène se répète de plus en plus : sa maladie se développe en purpura (une sorte d'hémorragie interne en différentes parties du corps et du visage). À ce stade, sa moelle osseuse ne produit plus de globules rouges.
Le médecin (qui s'avère être le frère de Maria Felicia) est appelé en urgence le mardi et détecte la nature de l'infection : le purpura. Il s'effondre sachant qu'il ne pourra guérir sa sœur. La religieuse est à nouveau évacuée au sanatorium,. Elle y reste un mois.
Au moment de mourir, entourée de sa famille et de quelques religieuses, elle demande à la prieure de lui lire le poème de Thérèse d'Avila « Je meurs de ne pas mourir ».
Alors qu'elle semblait dormir, Maria Felicia se relève brusquement, et avec un grand sourire déclare : « Jésus, je t'aime. Quelle douce rencontre ! Vierge Marie ! ».
Elle décède peu de temps après, vers 4h, le 28 avril 1959.

## Postérité

### Reliques etbéatification
Le 28 avril 1993, les restes mortuaires de la religieuse sont transférés du cimetière "Recoleta" à la chapelle du couvent des carmélites d'Asunción.
Le procès diocésain en vue de sa béatification est ouvert le 13 décembre 1997.
Le 23 mars 2005 se déroule l'ouverture du procès en vue de la reconnaissance éventuelle d'un miracle attribué à la carmélite. Le pape Benoit XVI déclare la carmélite vénérable le 27 mars 2010.
Le 6 mars 2018, le pape François reconnaît comme authentique le miracle attribué à son intercession, et signe le décret de béatification. Maria Felicia de Jésus Sacrement est proclamée bienheureuse le 23 juin 2018 dans le stade “La Nueva Olla” du club de football Cerro Porteño, à Asuncion.

### Dans les médias
En 2009, un film documentaire de 40 minutes intitulé Jazmines del Alma est tourné dans sa ville natale et dans la capitale pour présenter la vie de la religieuse à l'occasion du 50e anniversaire de son décès. Ce film est diffusé sur une chaine télé.

### Ses écrits
Maria Felicia ne laisse pas d'ouvrage particulier, mais les 48 (longues) lettres qu'elle a adressées à son ami Ángel Sauá ont presque toutes été conservées. De même qu'un certain nombre de ses poèmes. Ses écrits, spontanés et simples, révèlent, d'après ses biographes, une vocation baptismale d'apôtre totalement accomplie.

## Citations
Quelques citations :
- « La nuit dernière, comme je me suis sentie heureuse que Dieu m'ait donné l'occasion d'offrir la douleur que je ressentais. Je ne me suis pas plainte un instant, mais, Seigneur, tu sais comment je te l'offre, et surtout notre sublime décision de l'abandon total ».
- « Père, acceptez pour votre gloire l'abandon total de mon être en union avec l'holocauste parfait de votre divin Fils. En Lui et par Lui et avec Lui je veux vivre, aimer, croire, souffrir et mourir. Choisissez Votre cœur comme le lieu de ma demeure éternelle ».
- « J'ai soif de Ton amour ! Une soif extrême d'un abandon total, d'une immolation silencieuse et cachée ».
- « Seigneur, accordez-moi assez de force et surtout sublimez chaque jour, de plus en plus, cet amour. Purifiez mes craintes, mes désirs, Seigneur ! et faites que cette brûlure dans mon cœur se transforme en une intense soif d'union avec Toi, Maître bien-aimées de nos âmes, d'un intense renoncement. Vivre pour Toi, par Toi et en Toi ».